# Саксонска правда
Саксонската правда (на латински: Lex Saxonum) е правов кодекс, издаден като указ на Карл Велики, целящ да подчини саксите.
Първите му 2 части са издадени около 780 – 782 г. През 802 г. е добавена нова част и целия текст е преработен. В него са отразени социалните отношения, съществуващи при саксите, но са включени и драконовските мерки, целящи да парират съпротивата на саксите срещу франките завоеватели и християнството.

## Части от Саксонската правда
- 21 Който убие човек в църквата или открадне нещо от нея или счупи нещо, или съзнателно даде лъжлива клетва, заплаща с живота си.
- 23 Който устрои засада и убие човек, отиващ на църква или идващ от църква в празничен ден, т.е. в неделя, Великден, Петдесятница, Рождество Христово, Богородица, Ивановден, Петровден и деня на св. Мартин, заплаща с живота си; ако не убит, а само устрои засада, плаща глоба.
- 24 Който замисли да нанесе вреда на Франското кралство или замисли смърт на франкския крал или на неговите синове, плаща с живота си.